# Военный переворот в Нигере (1996)
Военный переворот в Нигере (1996) — смена власти (военный переворот) в государстве Нигер, в 1996 году.
Путч, который произошёл 27 января 1996 года в Ниамее, столице Нигера. В результате его был свергнут первый демократически избранный президент Нигера Махаман Усман, находившийся у власти с 1993 года. Власть в государстве перешла к Совету национального спасения во главе с генералом Ибрагимом Баре Майнассара. В ходе переворота был арестован премьер-министр Хама Амаду и убиты несколько солдат из президентской охраны.

## Последствия
На президентских выборах, состоявшихся 7 — 8 июля 1996 года, Майнассара набрал 52,3 %, а свергнутый им Усман - 19,75 % голосов. 7 августа Майнассара вступил в должность президента Нигера и оставался у власти до следующего переворота, в ходе которого он был убит.